# Minimum Daltona

Liczba plam słonecznych – zmiany aktywności Słońca

Minimum Daltona – okres małej aktywności słonecznej, trwający od około 1790 do 1830 roku, wyznaczony na podstawie obserwowanej liczby plam słonecznych.
Mniejszej aktywności słonecznej przypisuje się związek z okresami chłodniejszymi na Ziemi. Podobnie jak w przypadku minimum Maundera oraz minimum Spörera, odnotowano w tym czasie niższe średnie temperatury. Na ten okres przypada trzecie i ostatnie maksimum zasięgu lodowców górskich podczas małej epoki lodowej 1820–1850 (czas reakcji lodowców średniej wielkości to 17-40 lat).